# Antonio Ciarelli
Antonio Ciarelli (ur. 13 kwietnia 1990) – amerykański siatkarz, grający na pozycji przyjmującego.

## Sukcesy klubowe
Mistrzostwa NCAA:
- 2012

## Sukcesy reprezentacyjne
Puchar Panamerykański
- 2012

## Nagrody indywidualne
- 2012: Najlepszy atakujący Pucharu Panamerykańskiego